# برشته‌کاری قهوه

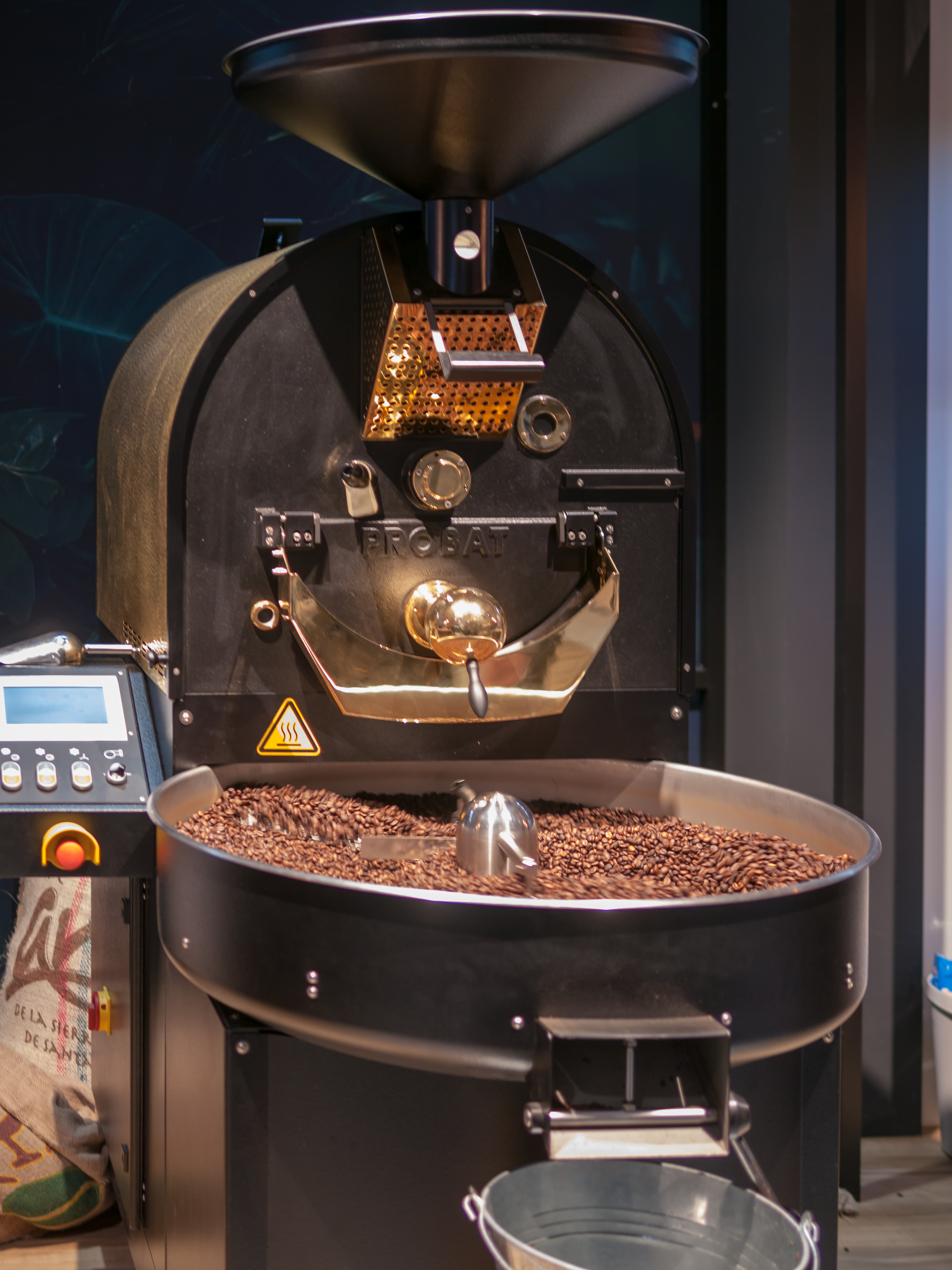
دستگاه تخصصی برشته کردن قهوه

برشته‌کاری قهوه یا برشتن قهوه (انگلیسی: Coffee roasting) تبدیل ویژگی‌های شیمیایی و فیزیکی دانه‌های قهوه سبز به محصولات قهوه برشته شده، می‌باشد. فرایند برشته کاری، موجب ویژگی طعم قهوه می‌شود که این به سبب تغییر دادن طعم دانه‌های قهوه سبز به واسطه برشته کاری می‌باشد. دانه‌های قهوه ای که هنوز مرحله برشته کاری بر روی آنها انجام نگرفته است دارای همان مقدار اسید، پروتئین، قند و کافئین موجود در قهوه بعد از مرحله برشته کاری هستند، اما به خاطر اینکه طی مرحله برشته کاری واکنش شیمیایی مایارد یا مِیلارد و دیگر واکنش‌های شیمیایی که باعث طعم دار شدن قهوه می‌شود در قهوه رخ می‌دهد، دانه‌های قهوه قبل از مرحله برشته کاری طعم دانه‌های قهوه بعد از انجام این مرحله را ندارند.
به علت اینکه خواص و ویژگی‌های درون قهوه سبز، پایداری و دوام بیشتری نسبت به قهوه برشته شده دارد، بهتر است عمل برشته کاری در نزدیکی همان جایی باشد که قهوه را برای فروش در دسترس عموم قرار می‌دهند.
فازهای اصلی برشتن قهوه
1. خشک کردن (drying): یا خشک شدن که رطوبت داخل دانه‌ها کاهش می‌یابد.
2. تبدیل به رنگ قهوه ای (browning): فاز میانی که واکنش میلارد در این مرحله اتفاق می‌افتد.
3. تکامل (development): بعد از ترق یا کرک اول شروع می‌شود وتا انتهای مراحل برشته کاری ادامه می‌یابد.

به وسیله دستگاه رستر قهوه تولیدکنندگان قادر خواهند بود با تنظیم دمای دقیق و زمان مناسب قهوه هوایی با درجه مختلف و عطر و طعم بهینه تولید کنند.

## در ایران

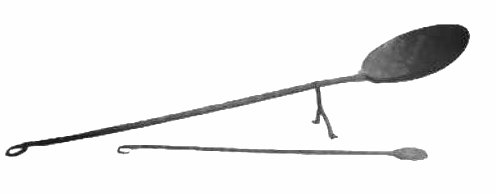
اولین وسیله‌های برشته کاری قهوه

صنعت برشته کاری قهوه در ایران به صورت سنتی از دوران امپراطوری صفوی همزمان با دوره امپراطوری عثمانی و ورود قهوه به ایران در قرن پانزدهم آغاز شد و اولین برشته کاران در ایران قهوه خانه داران آن زمان بودند و قهوه را به وسیله تابه‌هایی با دسته‌های بلند برشته می‌کردند.
با ورود به قرن نوزدهم و ورود چای به قهوه‌خانه‌های ایران و کاهش مصرف قهوه در میان ایرانی‌ها این صنعت تا حدودی به فراموشی سپرده شد ولی همچنان توسط ارمنیان ایرانی انجام می‌شد و حتی در میانه‌های قرن نوزدهم تعداد معدودی دستگاه تخصصی برشته کاری قهوه توسط ایرانیان ارمنی به ایران وارد شد.
قهوه یک محصول وارداتی است و قهوه‌هایی که در کشورهای دیگر کشت می‌شود در ایران تنها برشته‌کاری می‌شوند. برشته کاری با توجه به سلایق و نیازهای مختلف انجام می‌شود و چندین دهه قدمت دارد. سبد محصولات برشته‌کاری در ایران تنوع بالایی دارد و شامل درصدهای متفاوتی از ترکیب دانه‌های عربیکا و روبوستا است.
از سال ۱۳۹۰ شمسی و همزمان با رشد فرهنگ قهوه نوشی و کافه نشینی در ایران، صنعت برشته کاری نیز به طبع رشد قابل توجهی را نیز تجربه کرد و با توجه به آمار سرانه سالانه مصرف قهوه از ۱۰۰ گرم در سال ۱۳۸۵ به ۴۲۰ گرم در سال ۱۳۹۹ رسیده است و طبق آمار غیررسمی هم‌اکنون بیش از ۱۲۰۰ فروشگاه و کارگاه و کارخانه برشته کاری در ایران فعال هستند. رشد پر سرعت این صنعت در ایران موجب به وجود آمدن فرصت‌های شغلی بسیار، به خصوص برای جوانان شده است.

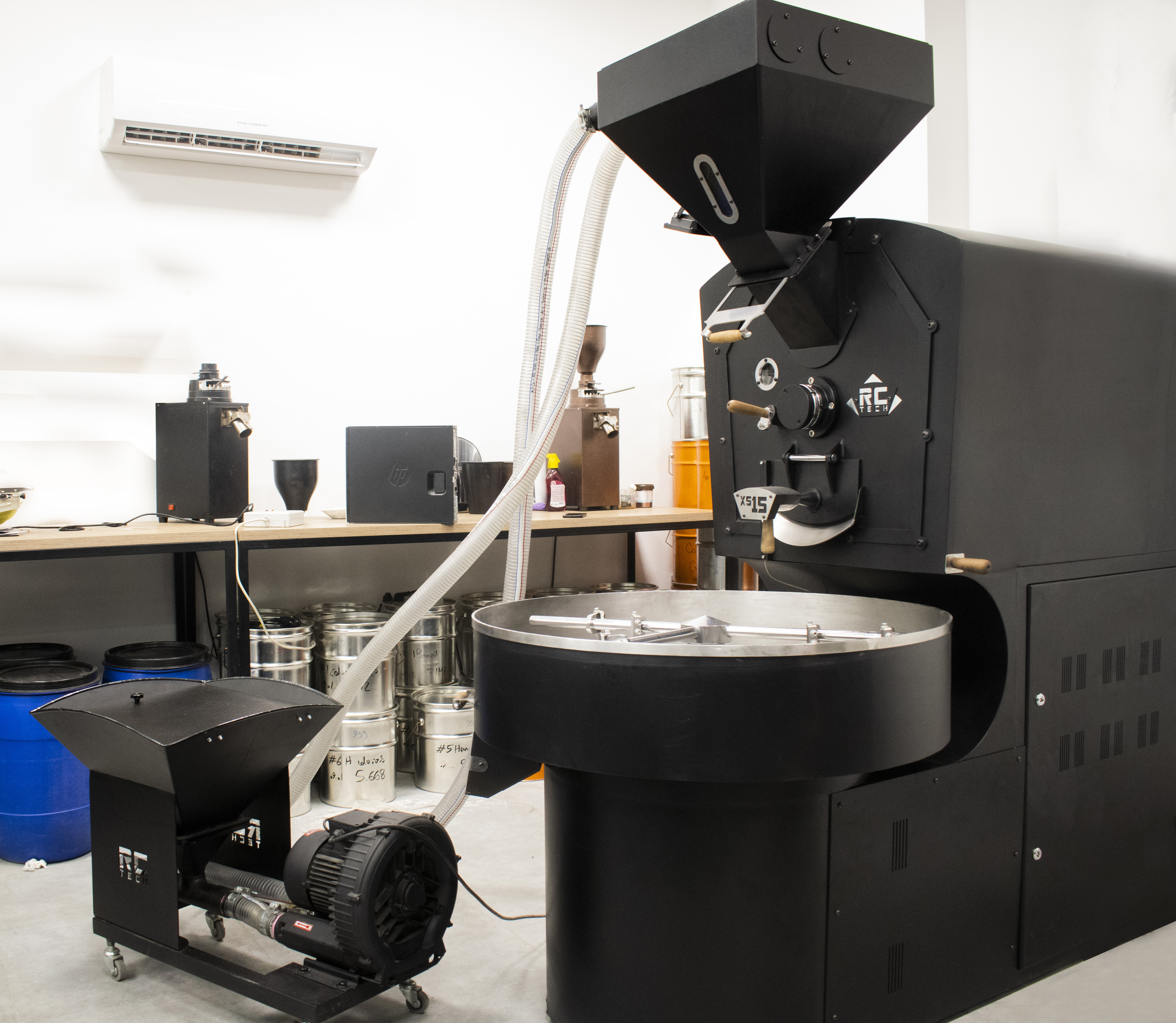
یک کارگاه کوچک برشته کاری در ایران